# Putin musí odejít

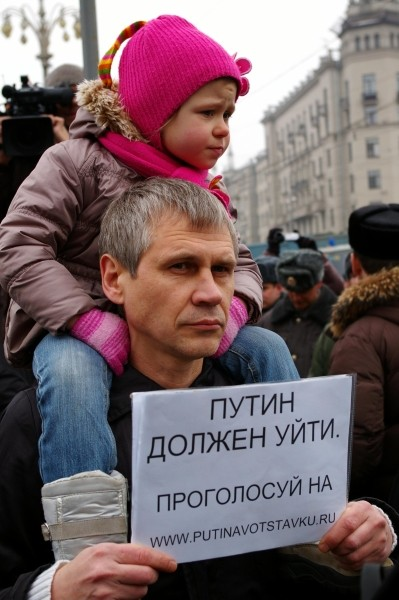
Účastník demonstrace požadující odchod Putina

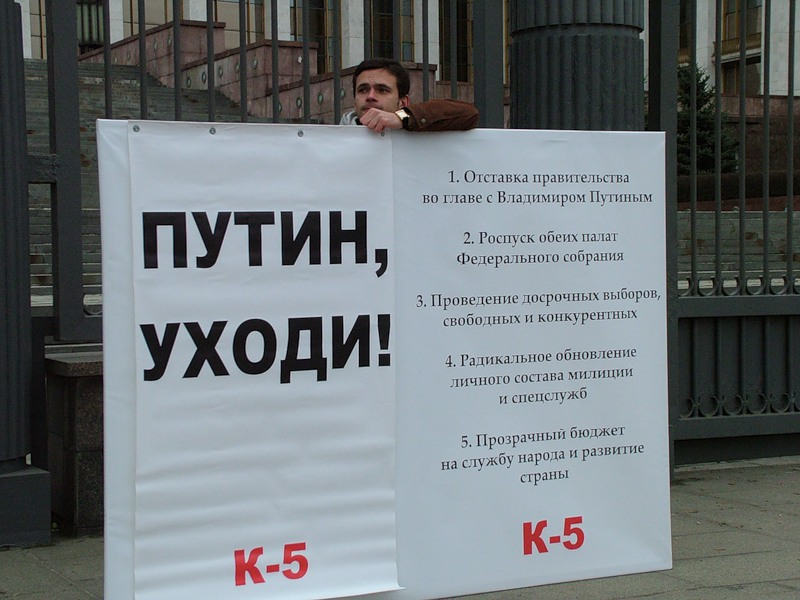
Opoziční lídr Ilja Jašin vyzývá Vladimíra Putina k odchodu (Moskva, 2010)

Putin musí odejít (rusky Путин должен уйти, Putin dolžen ujti) byla ruská opoziční politická kampaň, jejímž cílem byl odchod Vladimira Putina z funkce ruského prezidenta (dříve premiéra). Kampaň byla doprovázena demonstracemi. V jejím rámci sbírali organizátoři podpisy pod otevřený dopis požadující rezignaci Putina. Byla zahájena 10. března 2010 a do března 2015 dopis podepsalo přes 150 tisíc lidí.

## Signatáři
Jako první podepsalo otevřený dopis 34 osobností ruského veřejného života – byli mezi nimi např. šachový velmistr Garri Kasparov, spisovatel Zachar Prilepin, herec a politický aktivista Alexej Valerjevič Děvotčenko, liberální politik Boris Němcov, Ilja Jašin, nebo disidenti Valeria Novodvorská, Vladimir Bukovskij a Jelena Bonnerová. Hlavním autorem textu byl moskevský matematik a politolog Andrej Piontkovskij.

### Citace z otevřeného dopisu
„Dnešní, pro Rusko zhoubný společensko-politický konstrukt, který je vnucován občanům naší země, má svého architekta, kurátora a ochránce v jedné osobě. Jeho jméno je Vladimir Putin. A dokud bude mít Putin v rukou reálnou moc, nelze v Rusku provést žádné skutečné reformy.“

### Fotogalerie signatářů

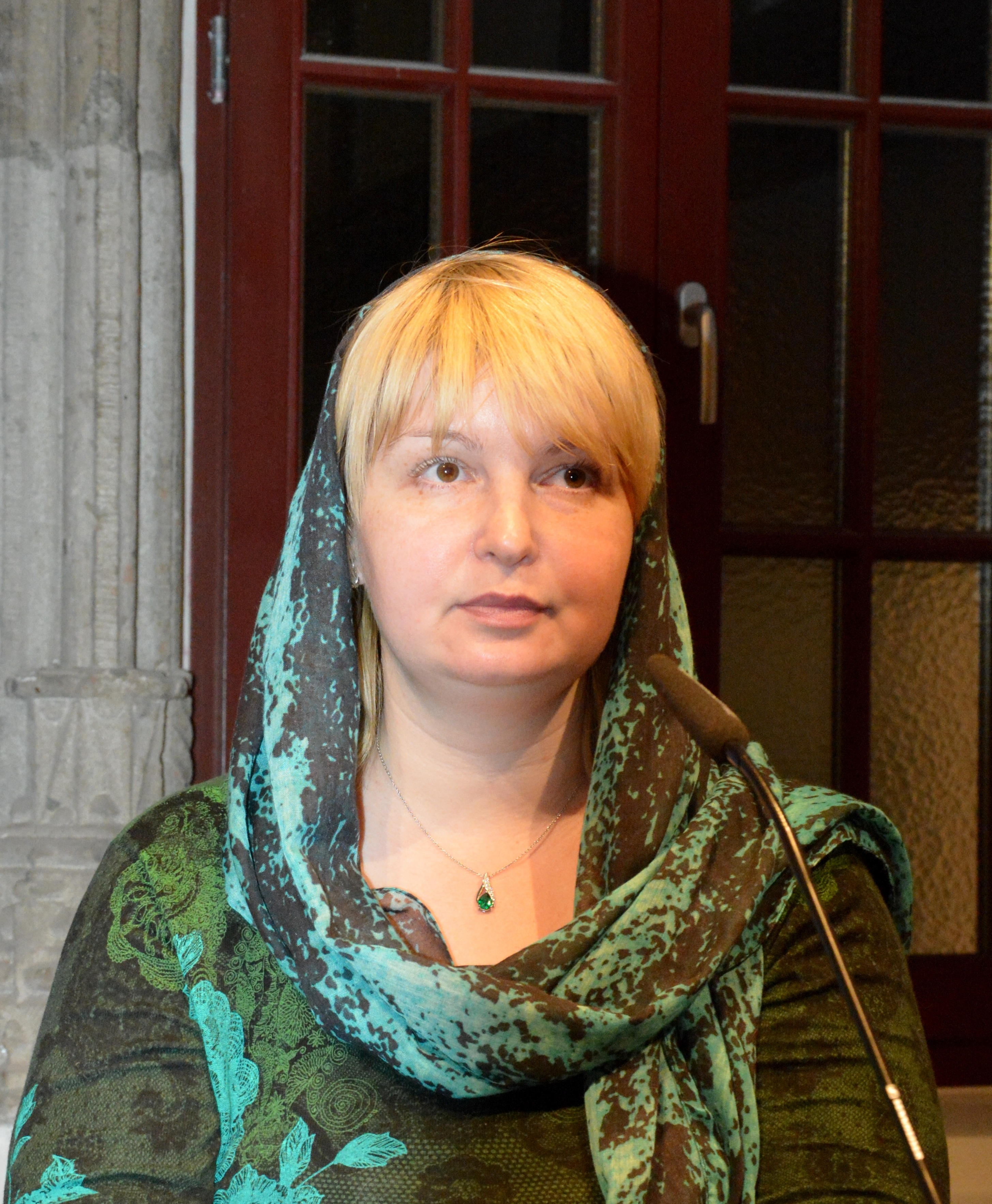
Polina Žerebcova (rusky Полина Жеребцова), signatářka kampaně

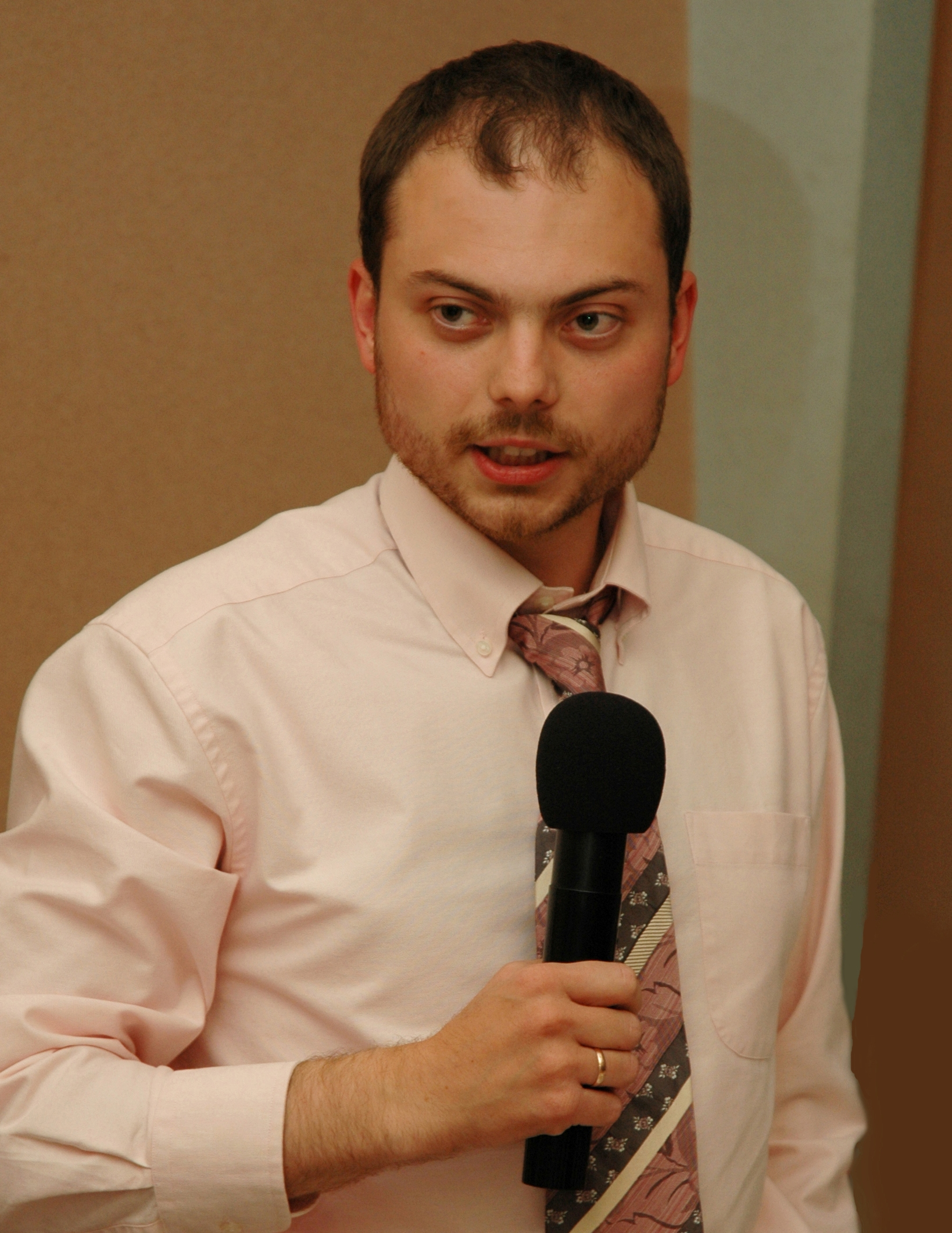
Vladimir Kara-Murza (Владимир Кара-Мурза, * 1981)
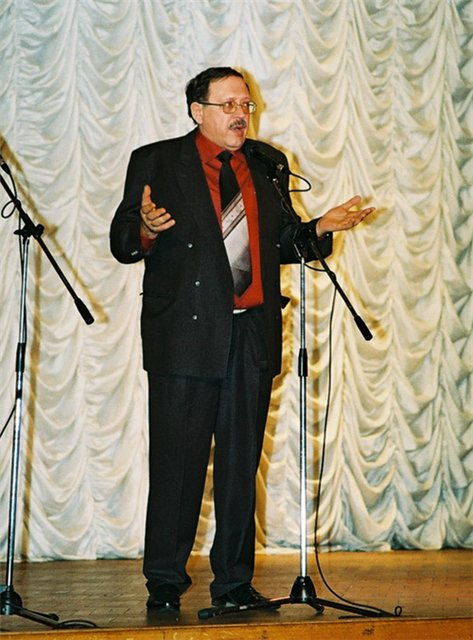
Jurij Muchin (Юрий Мухин, * 1949)
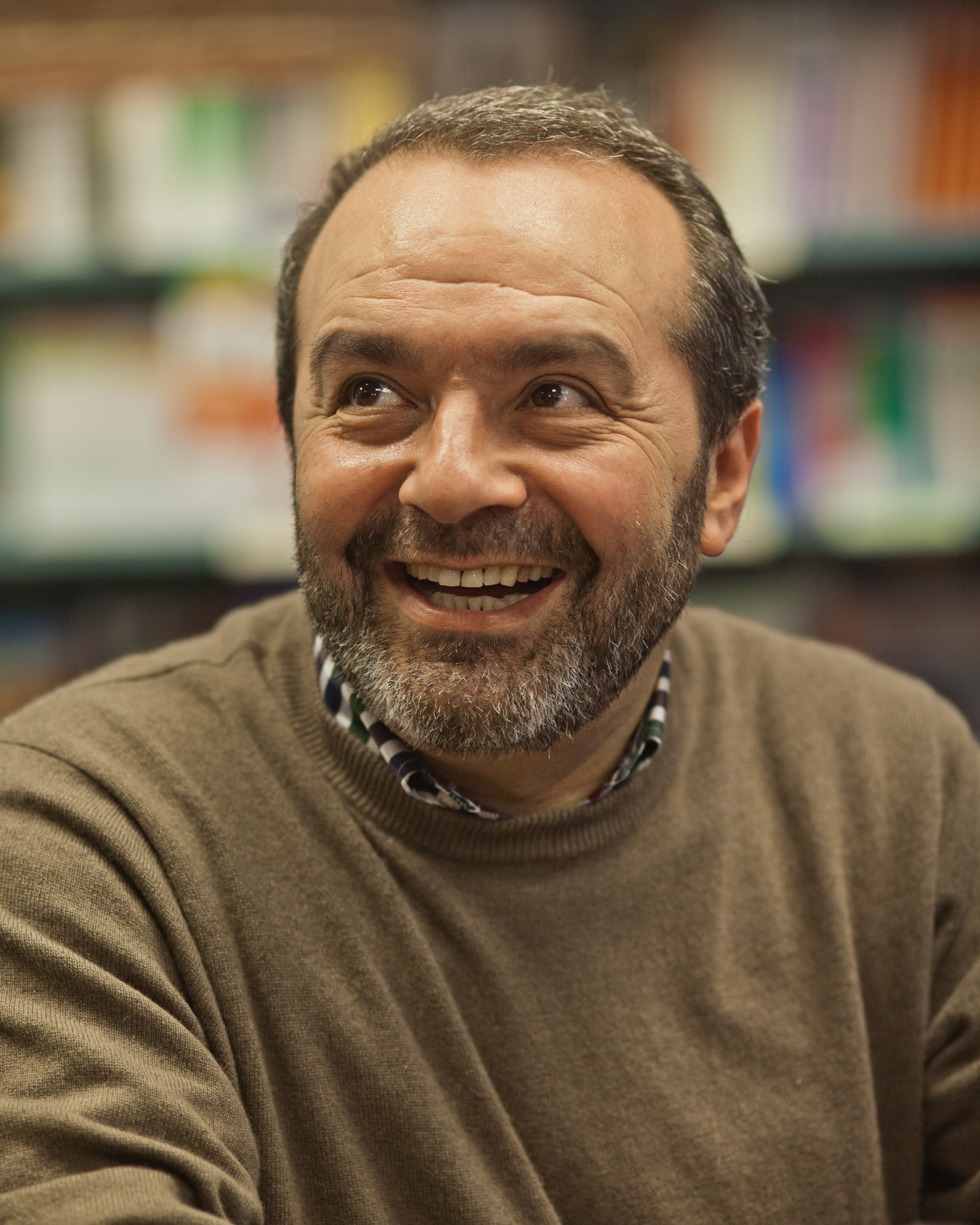
Viktor Šenderovič (Виктор Шендерович, * 1958)
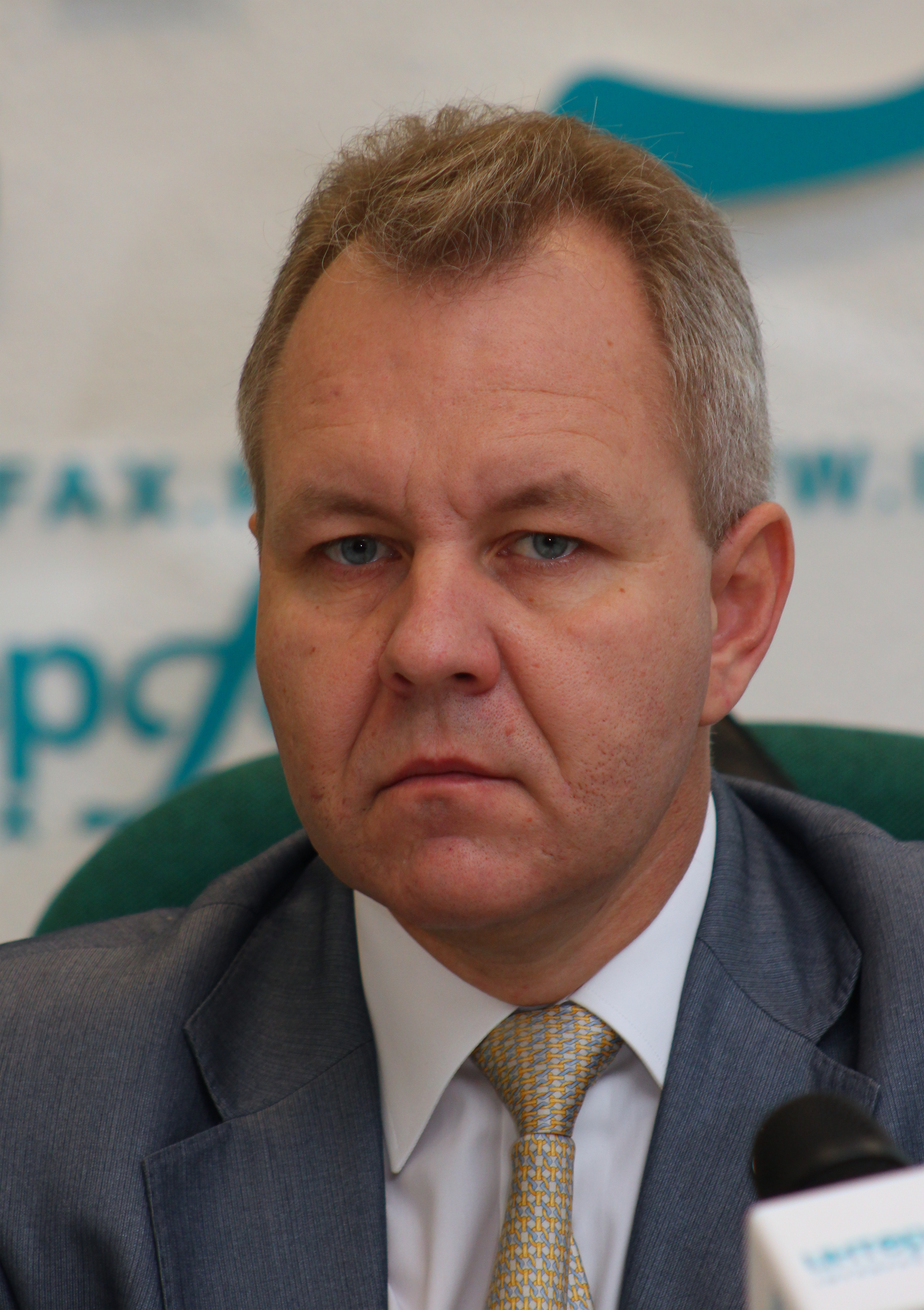
Vladislav Inozemcev (Владислав Иноземцев, * 1968)
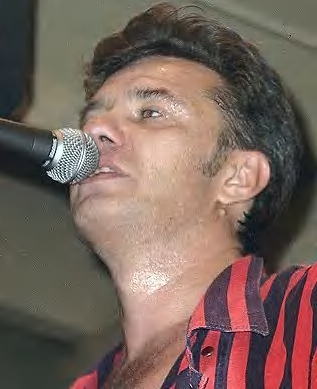
Michail Borzikin (Михаил Борзыкин, * 1962)
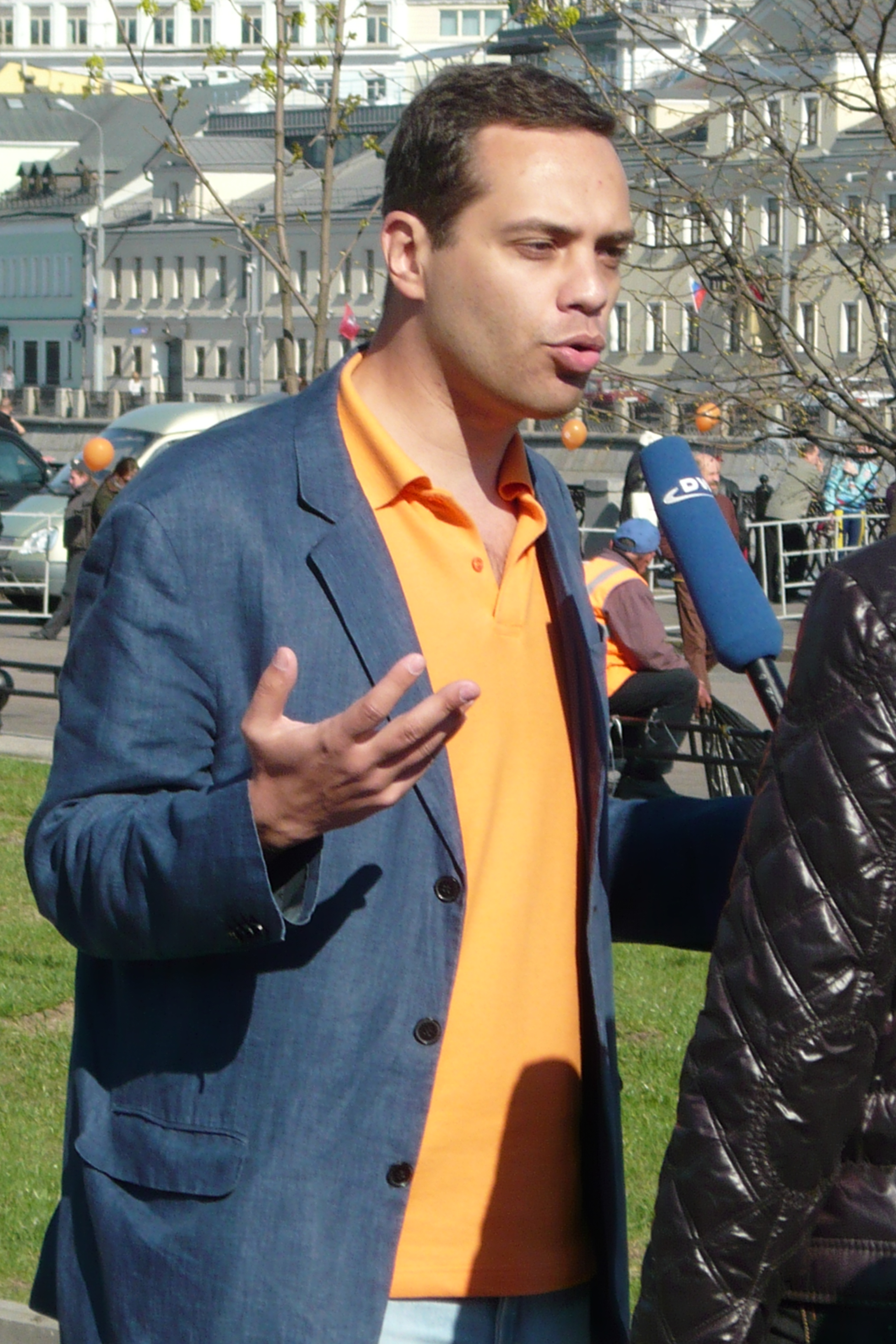
Vladimir Milov (Владимир Милов, * 1972)
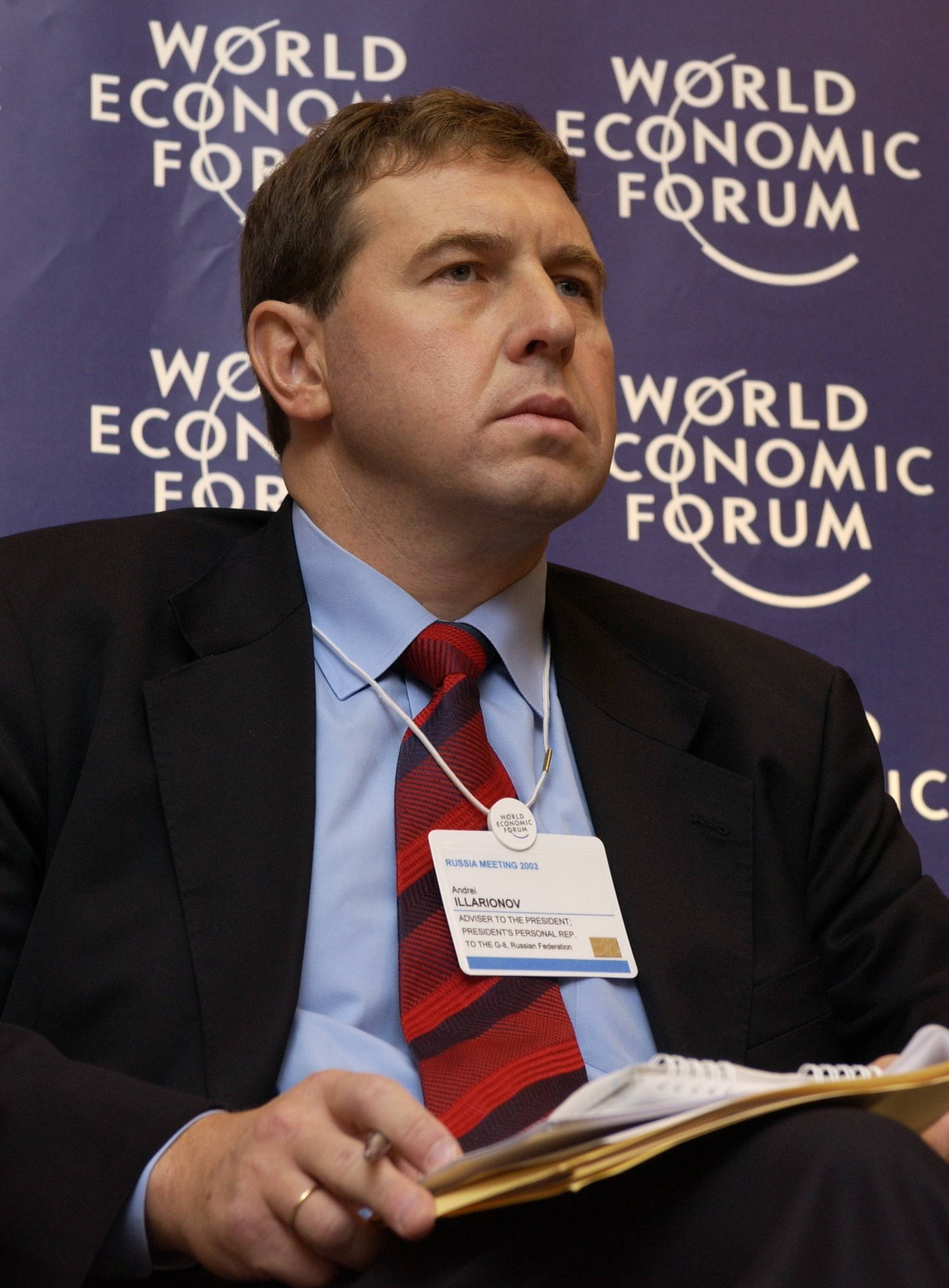
Andrej Illarionov (Андрей Илларионов, * 1961)
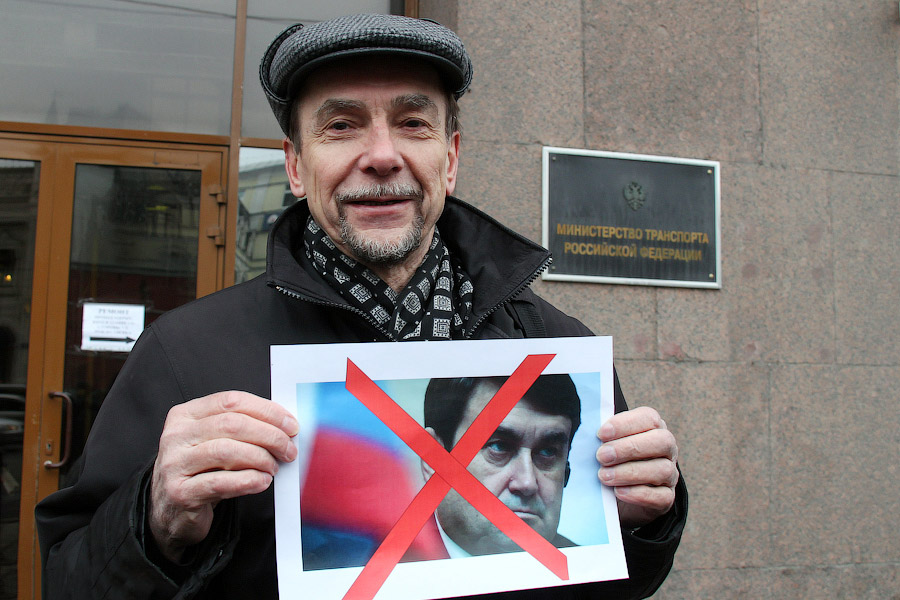
Lev Ponomarjov (Лев Пономарёв, * 1941)
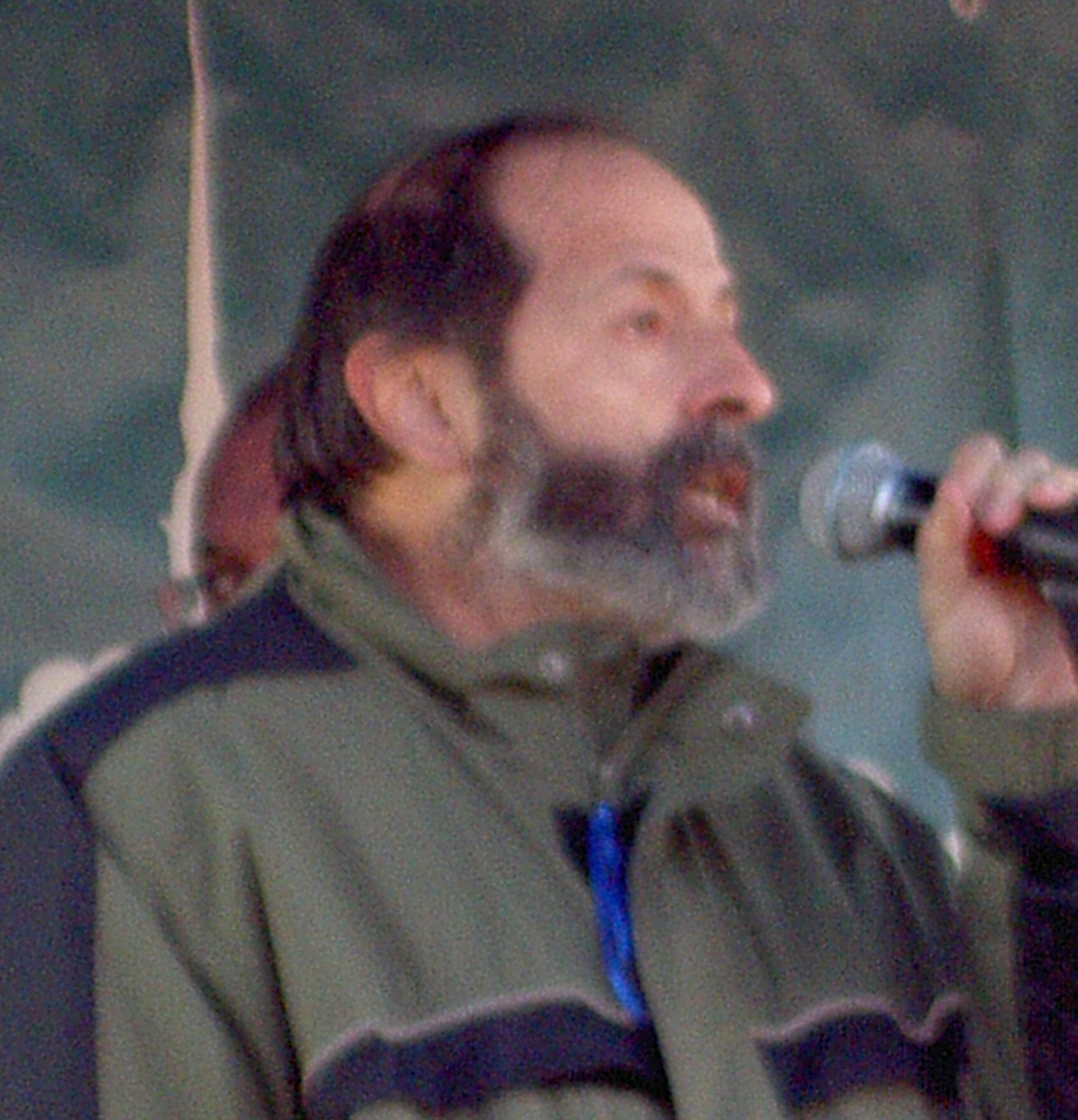
Boris Višněvskij (Борис Вишневский, * 1955)
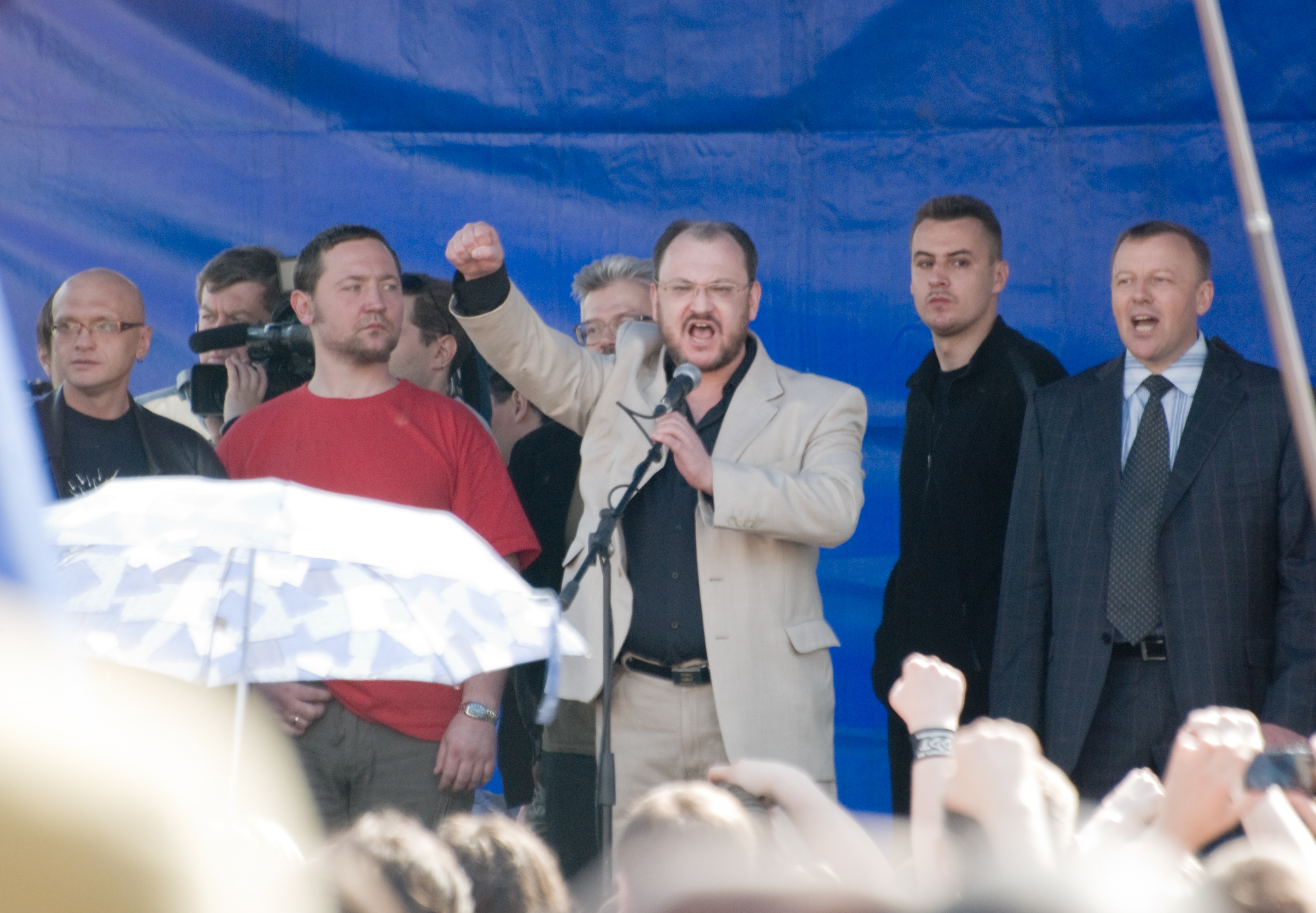
Maxim Reznik (Максим Резник, * 1974)